# Radnice ve Vidnavě
Radnice se nachází na nároží Mírového náměstí a Radniční ulice čp. 80 ve Vidnavě v okrese Jeseník. Ministerstvem kultury České republiky byla v roce 2001 prohlášena kulturní památkou ČR a je součástí městské památkové zóny Vidnava.

## Historie
Původní radnice stála uprostřed náměstí a byla dostavěna v roce 1551 za pomoci biskupa Baltazara z Promnic. Kolem roku 1750 je zachycena na Wernerově vedutě s dominující polygonální dřevěnou věží, která byla zakončená cibulí s lucernou. Radnice v roce 1867 vyhořela, ruiny byly zbořeny a přestavbou budovy policejní stanice podle plánů Alberta Frankeho byla postavena stavitelem Franzem Grögrem nová novogotická radnice. Znovu byla přestavěna v roce 1883 a zvýšená věž. V roce 1974 byly provedeny rozsáhlé opravy radnice. Po prohlášení radnice kulturní památkou byly opraveny fasády. V roce 2010 proběhla oprava obřadní síně. 

## Popis
Radnice je dvoupodlažní rohová novogotická stavba na nepravidelném půdorysu s hlavním pětiosým průčelím otočeným do náměstí, průčelí otočené do Radniční ulice je šestiosé. Fasáda je zdobená rustikou, členěna kordonovou římsou a ukončená korunní římsou. Dominantní hranolová hodinová věž je zasazena do nároží. Věž má jehlancovou střechu krytou měděným plechem. Portál s lomeným obloukem z náměstí je zdoben vimperkem s kraby a kytkou ve vrcholu, totéž zdobení má patrové okno nad portálem. Okna v patře mají přímé nadokenní římsy. Střechy radnice jsou sedlové. Uvnitř budovy je pamětní deska se znakem vratislavského biskupa Baltazara z Promnic z roku 1551 a portál přenesený z původní radnice. Vnitřní dvojramenné schodiště je z mramoru. Stropy jsou klenuté a ploché.